# ابو عبدالله ناتلی
ابو عبدالله ناتلی طبری آملی، طبیب و منطقدان ایرانی و یکی از استادان ابن سینا بود.

## حیات
وی در مازندران در شهر ناتل که در آن زمان قصبه آمل بود به دنیا آمد.
در زندگی‌نامه خودنگاشت ابن‌سینا بیان شده‌است که ناتلی که فلسفه می‌دانسته، به درخواست پدر ابن سینا مدتی را در بخارا در منزل ابن سینا سکونت داشت و وقت خود را صرف آموزش این سینا کرده‌است. ناتلی، به ابن سینا مقدمهٔ ایساغوجی را تعلیم می‌داده‌است.

## ویژگی علمی
مرتضی مطهری بر خلاف افرادی که گفته‌اند ابن ابی اصیبعه وی را شاگرد ابوالفرج ابن طیب می‌داند ناتلی را از معاصرین ابن طیب می‌داند نه از شاگردان وی. همچنین مطهری معتقد است که ناتلی به لحاظ علمی شخصیت ممتازی نداشته‌است و تنها به خاطر بوعلی است که مشهور شده‌است.